# Ophionereis vittata
Ophionereis vittata is een slangster uit de familie Ophionereididae.
De wetenschappelijke naam van de soort werd in 1995 gepubliceerd door Gordon Hendler.